# لشکر ششم چترباز (ورماخت)
لشکر ششم چترباز یکی از لشکرهای هوابرد نیروی زمینی آلمان در دوره رایش سوم بود که در جنگ جهانی دوم به نبرد پرداخت.
هنگ شانزدهم قبل از اینکه لشکر شاهد نبرد باشد به جبهه شرقی منتقل شد و بعداً به عنوان هنگ 3 Fallschirm-Grenadier-Grenadier دوباره طراحی شد و به لشکر Fallschirm-Panzergrenadier 2 Hermann Göring اختصاص یافت. باقی‌مانده لشکر به نبرد در نرماندی فرستاده شد. تا جولای هنگ‌های هفدهم و هجدهم تلفات سنگینی را هم در افراد و هم از نظر تجهیزات متحمل شده بودند. اعضای بازمانده برای بازسازی به هلند منتقل شدند و در اواخر سال در آنجا شاهد نبرد بودند، به ویژه در طول عملیات قرقاول(Operation Pheasant). در اوایل سال ۱۹۴۵، در نبرد Reichswald شرکت کرد و در ماه مه به نیروهای متفقین تسلیم شد.

## فرماندهان
- سرلشکر رودیگر فون هیکینگ، ۱ مه ۱۹۴۴–۳ سپتامبر ۱۹۴۴
- سرهنگ هری هرمان، ۳ سپتامبر ۱۹۴۴–۱ اکتبر ۱۹۴۴
- ژنرال هرمان پلوکر، ۱ اکتبر ۱۹۴۴–۸ مه ۱۹۴۵

## یادداشت
1. ↑  Axis History Factbook